# 1208
1208 (MCCVIII) var ett skottår som började en tisdag i den julianska kalendern.

## Händelser

### Januari
- 31 januari – Erik Knutsson besegrar Sverker den yngre i slaget vid Lena, varvid Sverker tvingas fly till Danmark och Erik utropar sig till kung av Sverige.

## Födda
- Margareta Skulesdotter, drottning av Norge 1225–1263, gift med Håkon Håkonsson.

## Avlidna
- 31 januari (stupade i slaget vid Lena)
  - Ebbe Sunesson (Hvide), Sverker den yngres svärfar.
  - Lars Sunesson (Hvide), bror till Ebbe.
  - Jarl Knut Birgersson (Bjälboätten) (son till Birger Brosa).
  - Magnus från Lund.[1]
  - Herr Lars.[2]